# Acta Ornithologica
Acta Ornithologica – czasopismo naukowe (półrocznik) wydawane w Polsce przez Muzeum i Instytut Zoologii Polskiej Akademii Nauk. Ukazuje się od 1933 r. pod pierwotnym tytułem Acta Ornithologica Musei Zoologici Polonici. Od roku 1953 ukazuje się pod obecnym tytułem. Czasopismo publikowane jest w języku angielskim z polskimi streszczeniami.